# Sonja Kohn
Sonja Kohn (Vienna, 5 agosto 1948) è una banchiera austriaca.

## Biografia
Sonja Kohn nasce a Vienna nel 1948. I suoi genitori erano ebrei della Polonia, arrivati in Austria nel 1945. È stata studentessa nel Wasa Gymnasium, dove ha avuto una educazione umanistica che ha incluso l'insegnamento del latino e del greco antico.
Nel 1966 sposa Erwin Kohn. La coppia vive a Francoforte, Milano, New York e Zurigo, prendendosi cura dei cinque figli. Lei parla fluentemente tedesco, inglese, francese e italiano. Dal 1985 al 1987 lavora presso il Merrill Lynch's International office a New York, dopodiché fonda Eurovaleur e diventa famosa come “Austria's Woman on Wall Street”.
Al rimpatrio della famiglia da New York in Europa, fondò Medici Finanz nel 1994, di cui Bank Austria era socio minoritario. Nel 1998, su iniziativa della signora Kohn, l'asse Arabia-Austria culmina nella creazione del “capital guaranteed” Emirates-Bank Austria Fund. Questo fondo è stato uno dei motivi per cui le viene conferita la Grande Medaglia d'Oro della Repubblica Austriaca.
Avvalendosi della rivoluzione digitale per la sua strategia negli affari, la Signora Kohn diviene presidente e socio fondatore del FundsWorld, una piattaforma per la distribuzione di fondi comuni di investimento posseduta per una parte maggioritaria da Banca Intesa.
I suoi sforzi nel campo dello sviluppo degli affari si congiungono in varie Joint-Ventures; tra Dubai Stock Exchange e la Borsa di Vienna, e tra Shanghai Stock Exchange e la Borsa di Vienna.
Nel 2002 scrive un libro intitolato “Investimenti alternativi” con la professoressa Anna Gervasoni.
Nel 2003 Medici Finanz diventa Bank Medici. Gli Herald Funds erano una delle attività. Nel 2008, Bank Medici e  Kohn sono vittime della frode Madoff. Nel 2010, Irving Picard, avvocato per la liquidazione di Bernard L. Madoff Investment Securities LLC, avanza una pretesa in via giudiziale negli Stati Uniti per una somma di 65 miliardi di dollari americani nei confronti di 70 controparti, tra cui la Bank Medici e Sonja Kohn, e inizia una procedura in Gran Bretagna.
La decisione della Corte Britannica nell'ottobre del 2013 esonera in pieno Kohn: “La [sua] onestà ed integrità è stata vendicata”.
La causa negli Stati Uniti è stata, invece, archiviata.
Nel 2015 Sonja Kohn fonda BestFit, società basata sulla psicometria e sulle scienze comportamentali. I suoi clienti includono società leader nel settore assicurativo, IT, consumer e dei beni di lusso.